# نیزه خیزران

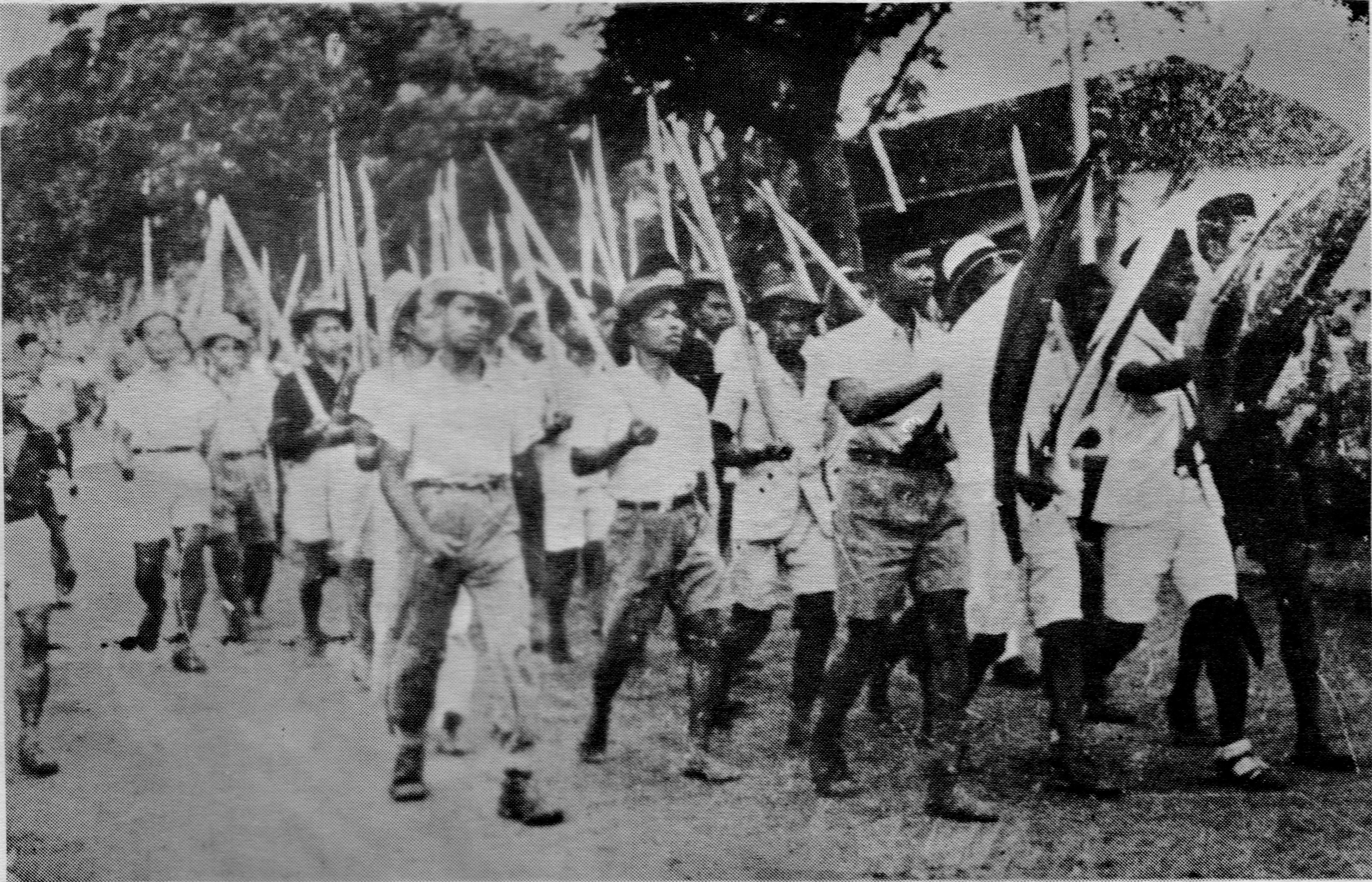
یک ملی گرایان جوان به نام «اندونزی» که در طی دوره شکست ژاپن (اوت ۱۹۴۵) تا حضور نیروهای متفقین در اندونزی (اکتبر ۱۹۴۵) با «نیزه بامبو» علیه ارتش ژاپن قیام کرد.

نیزه بامبو (به ژاپنی: 竹槍 たけやり) نوعی نیزه و سلاح است که با پردازش خیزران ساخته می‌شود. نیزه‌های بامبو دو نوع وجود دارد: یکی اینکه بامبو به عنوان دسته استفادم می‌شود و یک نوک نیزه به آن وصل می‌شود و دیگری اینکه خود بامبو نوکش تیز شده‌است.